# Walram de Juliers (évêque)
Pour les articles homonymes, voir Walram de Juliers et Juliers (homonymie).
Waléran ou Walram de Juliers, né en 1304 et mort le 14 août 1349, est un haut prélat allemand de la fin du Moyen Âge qui fut archevêque de Cologne et à ce titre un des plus grands seigneurs de l'Allemagne de l'époque.

## Biographie
Walram est un des plus jeunes fils du comte Gérard V de Juliers et de sa seconde épouse Élisabeth de Brabant-Aarschot. De 1316 à 1330, il étudie à Orléans et à Paris.
À partir de 1327, il est chanoine de Cologne et prévôt de Maastricht. En 1332, le siège de Cologne devient vacant. Le chapitre de la cathédrale se prononce pour le francophile Adolphe de La Marck, prince-évêque de Liège, mais le frère de Walram, le comte Guillaume V de Juliers, met à disposition des sommes considérables d'argent en faveur de son élection (Walram n'aura pas tout remboursé à sa mort, au vu de l'importance des sommes), avec l'aide du roi de France. De plus Walram est de la parenté de l'empereur du Saint-Empire romain germanique Louis de Bavière (qui est excommunié par Jean XXII) et de son allié Édouard III d'Angleterre. Il devient donc archevêque de Cologne le 27 janvier 1331 ou 1332 avec l'approbation du pape Jean XXII.
À l'époque, Walram vit encore en France et il est évident que sa nomination est due aux largesses et à la puissance de son frère, plutôt qu'à ses propres capacités. Les tensions qui prévalaient auparavant entre le comté de Juliers et la principauté archiépiscopale de Cologne s'apaisent en faveur du premier. Cela permet à l'archevêque de concentrer ses forces pour neutraliser le comté de La Marck qui devient temporairement vassal de Cologne, avant la reprise de conflits entre familles rivales et finalement la négociation d'un traité de paix entre 1347 et 1349.
Les entreprises militaires de Walram sont coûteuses et le chapitre de la cathédrale obtient le droit de lier les décisions de l'archevêque à ses décisions et de rendre le consentement du chapitre obligatoire. Walram a désormais un pouvoir financier limité et c'est le chevalier Reinhard de Schönau qui prend l'ascendant. Cependant Walram a une certaine marge de manœuvre dans d'autres domaines, ainsi il négocie un accord d'amitié entre l'archevêché et les représentants de la ville de Cologne. En 1334, il établit l'ordre des Chartreux dans la nouvelle chartreuse Sainte-Barbe qui pendant des siècles rayonnera d'un point de vue intellectuel, dans la ville natale du fondateur de l'ordre, saint Bruno. Il est aussi capable dans les années 1340 de gagner le soutien financier de Charles IV (roi des Romains dès 1346), en retour de son vote en sa faveur , ce qui lui permet d'augmenter le territoire de la principauté archiépiscopale. Il reconstruit aussi la ville de Menden (à qui il avait octroyé des privilèges municipaux au début de son règne) avec de nouvelles défenses en 1344, après qu'elle eut été détruite dans les conflits territoriaux contre le comté de La Marck.
En 1349, il commence un voyage vers le royaume de France accompagné d'une petite suite. Il est possible qu'il ait voulu ainsi limiter momentanément les dépenses de sa cour vis-à-vis du chapitre. Mais il meurt à Paris le 14 août 1349. Son corps est rapatrié à Cologne et il est enterré dans le chœur de la cathédrale.